# Голо Брдо (Кнежево)
Голо Брдо је насељено мјесто у општини Кнежево, Република Српска, БиХ. Према попису становништва из 1991. у насељу је живјело 354 становника.

## Становништво
| Демографија | Демографија | Демографија |
| Година      | Становника  | Становника  |
| ----------- | ----------- | ----------- |
| 1961.       | 473         |             |
| 1971.       | 550         |             |
| 1981.       | 600         |             |
| 1991.       | 352         |             |